# Waray-waray
Waray-waray (även känt som wáray-wáray; waray; winaray, Sinamar-Leytenhon Leyte-Samarnon) är det fjärde största språket på Filippinerna, ett språk som talas i provinserna Samar, Norra Samar, Östra Samar, Leyte (östra delarna) och Biliran av ungefär 3 miljoner människor.
Språket tillhör den visajanska språkfamiljen och stammar från cebuano. Det närmast besläktade språket är hiligaynon.

## Grammatik

### Pronomen
|                                  | Absolutiv  | Ergativ        | Oblik    |
| -------------------------------- | ---------- | -------------- | -------- |
| Första person i singular         | ako, ak    | nakon, nak, ko | akon, ak |
| Andra person i singular          | ikaw, ka   | nimo, nim, mo  | imo, im  |
| Tredje person i singular         | hiya, siya | niya           | iya      |
| Första person i plural inclusive | kita, kit  | naton          | aton     |
| Andra person i plural exclusive  | kami, kam  | namon          | amon     |
| Andra person i plural            | kamo       | niyo           | iyo      |
| Tredje person i plural           | hira, sira | nira           | ira      |

## Räkneord
```
  Ett Usá
  Två Duhá
  Tre Tuló
  Fyra Upat
  Fem Limá
  Sex Unom
  Sju Pitó
  Åtta Waló
  Nio Siyám
  Tio Napúlô
  Elva 
(Napúlô kag usá)
```

## Exempel
- Godmorgon (natt/kväll/afton): Maupay nga aga (udto/kulop/gab-i)
- Förstår du Waray?: Nakakaintindi/Nasabut ka hit Winaray?
- Tack: Salamat
- Jag älskar dig: Hinihigugma ko ikaw eller Ginhihigugma ko ikaw
- Var kommer du ifrån?: Taga diin ka?
- Hur mycket är detta?: Tag pira ini?
- Jag förstår inte: Diri ako nakakaintindi
- Jag vet inte: Diri ako maaram
- Vad: Ano
- Vem: Hin-o
- Var: Hain
- När (framtid): San-o
- När (förflutet): Kakan-o
- Varför: Kay-ano
- Ja: Oo
- Nej: Dire
- Där: "Adto" eller "Didto"
- Här: "Didi"
- Framför: "Atbang" eller "Atubangan"
- Natt: "Gab-i"
- Dag: "Adlaw"